# 드루고보시

드루고보 시의 위치

드루고보시(마케도니아어: Општина Другово)는 과거 마케도니아 공화국 서부에 있던 지방 자치체로 행정 중심지는 드루고보이며 면적은 383km2, 인구는 3,249명(2002년 기준)이다. 1996년에 신설되었으며 2013년 키체보 시에 합병되면서 폐지되었다. 서쪽으로는 데바르 시, 북서쪽으로는 마브로보 로스투샤 시, 북동쪽으로는 자야스 시, 동쪽으로는 키체보 시와 브라네슈티차 시, 플라스니차 시, 크루셰보 시, 남동쪽으로는 데미르히사르 시, 남서쪽으로는 데바르차 시와 접하였다.